# محوطه ورآزمون ۱، عیسی
محوطه ورآزمون ۱، عیسی مربوط به دوره نوسنگی - عصر مس - دوره هخامنشی است و در شهرستان فارسان، بخش مرکزی، دهستان میزدج علیا، روستای عیسی آباد واقع شده و این اثر در تاریخ ۲۷ اسفند ۱۳۸۷ با شمارهٔ ثبت ۲۶۵۴۷ به‌عنوان یکی از آثار ملی ایران به ثبت رسیده است.